# Не пытайтесь это повторить
«Не пытайтесь это повторить» (в оригинале англ. How to Sell Drugs Online (Fast) - Как продавать наркотики онлайн (быстро)) — немецкий телевизионный подростковый сериал с элементами драмы и комедии. Совместно создан Филиппом Кессборером и Маттиасом Мурманном. Первый сезон, состоящий из шести эпизодов, был выпущен 31 мая 2019 года на Netflix. Премьера второго сезона состоялась 21 июля 2020 года на Нетфликс. 28 июля 2020 сериал был продлён на третий сезон.

## Обзор
Действия сериала разворачиваются в Германии, маленьком городке. В сериале рассказывается о мальчике, который вместе со своим лучшим другом основывает крупнейший в Европе онлайн-магазин по продаже наркотиков (экстази, со временем расширив ассортимент), чтобы вернуть любовь всей его жизни. Однако он сталкивается с опасностями и ситуациями, в которых он бессилен.

## Отсылки
В серии указаны координаты N50°57′10.0″ E6°54′27.8″ для точки доставки наркотиков, которые покупают Мориц и Ленни. Это местонахождение Bildundtonfabrik в Кёльне. Главные герои посещают вымышленную среднюю школу Антона Кёллиша. Кёллиш был первым химиком, который синтезировал MDMA и сделал он это в 1912 году. На самом деле, это гимназия им. Георга Бюхнера в Weiden (Köln). В 6 эпизоде на странице heavygermanshit.com сообщается о платформе MyDrugs. Heavygermanshit — это название агентства, представляющего, в частности, автора сериала Стефана Титце. Район Бонна Рёттген служит картографическим шаблоном для вымышленного города Ринзельн. На показанных участках карты, хорошо видны похожие улицы, например, из сцен Даниэля Рифферта. Сериал также снимали и в соседнем районе Иппендорф. Если перейти на веб-сайт mydrugs.to, показанным сериале, то вас перенаправит на Netflix (страницу с самим сериалом). Аккаунты  разделов комментариев некоторых сцен принадлежат различным сотрудникам Bildundtonfabrik. QR-код на обратной стороне книги «Moritz & Lisa — наша история чата» — ссылка на сайт Willkommenlisa.btf.de — это скрытая ссылка на сериал на сайте Netflix. Статья gowomen.de, показанная в сериале, также ссылка на сериал на сайте Netflix. Название города Ринзельн, в котором проживает 28 000 жителей, в телесериале напоминает Ринтельн, население которого составляет 27 133 человека. Также в сериале присутствуют общественные учреждения, как средняя школа и крытый бассейн, которые есть в реальном городе. Ринтельн, как и Ринзельн в телесериале, считается типичным средним городом Германии и был выбран RTL в качестве избирательного города для федеральных выборов 2017 года. Во втором сезоне демонстрируется URL сайта, созданного Морицем и Ленни — mydrugs.to, который также имеет редирект на страницу сериала на Netflix.

## Идея
Идея основана на истории 18-летнего Максимилиана Шмидта, который начал торговлю наркотиками в Интернете из своей детской комнаты в Лейпциге-Гохлисе в конце 2013 года под псевдонимом «Блестящие хлопья». Поначалу он продавал наркотики на сумму почти четыре миллиона евро по всей Европе и не был замечен. Следователи конфисковали 320 кг наркотиков в его комнате. В ноябре 2015 года он был приговорен к семи годам лишения свободы, решение вступило в силу в марте 2016 года.

## Актеры и персонажи
- Максимилиан Мундт (Мориц Зиммерманн)
- Лена Кленке (Лиза Новак)
- Данило Камперидис (Ленни Сандер)
- Дамиан Хардунг (Даниэль Рифферт)
- Луга Шаллер (Герда)
- Леони Весселов (Фритзи)
- Бьярне Медель (Дилер Буба)
- Роланд Рибелинг (Дженс Зиммерманн)
- Джолина Эмели Тринкс (Мари Зиммерманн)
- Джонатан Фрейкс (сам себя)

## Серии и эпизоды
| № | Название | Режиссер       | Сценаристы                                        | Дата выхода |
| --- | --- | -------------- | ------------------------------------------------- | ----------- |
| 1 | «Nerd Today, Boss Tomorrow» (Сегодня — ботаник, завтра — босс)                                                                        | Lars Montag    | Sebastian Colley, Philipp Käßbohrer, Stefan Titze | 31 мая 2019 |
| Мориц Циммерман — изгой из средней школы, был брошен своей подругой Лизой Новак. Узнав, что Лиза в восторге от учебы за границей и, похоже, влюблена в старшеклассника Дэна Рифферта. Мориц заручается поддержкой своего друга Ленни Сэндлера, чтобы вернуть ее. Мориц находит дилера Дэна, Бубу, и покупает весь запас экстази в надежде, что Дэну нечего будет предложить Лизе. Позже Мориц портит вечеринку Лизы, чтобы вернуть ее, но Дэн унижает его. Герой остался должен Бубе и с полным пакетом экстази. Мориц планирует продать его онлайн. | |                |                                                   |             |
| 2 | «Life’s Not Fair, Get Used to It» (Жизнь несправедлива, привыкни к ней)                                                               | Lars Montag    | Sebastian Colley, Philipp Käßbohrer, Stefan Titze | 31 мая 2019 |
| Прошлым вечером родители Лизы нашли таблетку экстази, оставленную с вечеринки, Лиза связывается с Дэном, чтобы тот помог ей. Поскольку Мориц все еще имеет доступ к учетной записи Лизы в Facebook, он начинает удалять сообщения от Дэна (чтобы создать иллюзию, что Дэн игнорирует Лизу) и вместо него помочь девушки. Затем Мориц перенастраивает игровой рынок своего друга Ленни (MyTems) в онлайн-магазин по продаже таблеток экстази в темной сети (Даркнете) под названием «MyDrugs». Поначалу Ленни неохотно соглашается (сыт по горло неудачными попытками Морица), но в итоге остается в выигрыше, потому что заказы начали поступать. Дэна допрашивает полиция (у него нашли таблетки экстази), чтобы сгладить наказание, ему предлагают сдать дилера.                                                                                    | |                |                                                   |             |
| 3 | «Failure is Not an Option» (Поражение — не вариант)                                                                                   | Lars Montag    | Sebastian Colley, Philipp Käßbohrer, Stefan Titze | 31 мая 2019 |
| Буба выслеживает Морица и Ленни и требует деньги, которые Мориц должен. Узнав о MyDrugs, Буба просит 10 000 евро от полученной прибыли. Оказывается, что заказов много, но отзывы о таблетках оценики низкие, и Мориц принимает помощь от пользователя по имени «PurpleRain». В попытке предложить таблетки Лизе Морицу отказывают, ведь выясняется, что в наркотаках Бубы есть ПМА (пара-метоксиамфетамин, также известен, как «Доктор Смерть»), с которым Ленни испытывает побочные эффекты. Дэн спрашивает Лизу по поводу ее игнорирования, но Лиза непонимает о чем он. Дэн пытается снова написать, и Лиза видит, как Мориц удаляет их, и обвиняет его, используя школьный громкоговоритель. Буба арестован и помещен под стражу, а Мориц и Ленни забирают первую доставку PurpleRain.                                                           | |                |                                                   |             |
| 4 | «If This is Reality, I’m Not Interested» (Если это реальность, я не заинтересован)                                                    | Arne Feldhusen | Sebastian Colley, Philipp Käßbohrer, Stefan Titze | 31 мая 2019 |
| Этот эпизод направлен на эмоциональные проблемы, с которыми сталкиваются персонажи. Действия Морица привели к тому, что его оскорбляли в старшей школе, он был заблокирован Лизой в социальных сетях и начинает напрягать его отношения с Ленни, которые оба планируют открыть MyDrugs в чистом интернете (обычная сеть, которой пользуемся мы все). Кроме того, полиция связывается с Морицем, чтобы он помог им взломать ноутбук Бубы. Поскольку информация на ноутбуке Бубы содержит ссылки на Ленни и Морица (что могло бы их уличить), Мориц удаляет содержимое, притворяясь, что это произошло случайно. Ленни знает, что его мать хочет заменить его приемным ребенком, когда он умрёт, а Лиза и Дэн решают проблемы, связанные со стрессом и социальным статусом, терапией.                                                                   | |                |                                                   |             |
| 5 | «Score Big or Don’t Score at All» (Оценка большая или не оценка вообще)                                                               | Arne Feldhusen | Sebastian Colley, Philipp Käßbohrer, Stefan Titze | 31 мая 2019 |
| MyDrugs готов выйти в светлую часть интернета, Мориц, и Ленни празднуют. Мориц рассказывает Ленни, что он запросил сделку с производителем GoodTimes в Роттердаме, чтобы увеличить ассортимент MyDrugs, но Ленни останавливает Морица, утверждая, что Мориц забыл об отношениях, которые у них обоих были, и интересуется только бизнесом. Ленни уходит. Мориц принимает приглашение на день рождения одноклассницы Герды и видит, как Дэн и Лиза целуются. Мориц уходит обиженным, и выводит MyDrugs в светлую сеть. У Герды передозировка от экстаза, а Буба (вышедший из-под стражи) находит Ленни. | |                |                                                   |             |
| 6 | «If You Are the Smartest One in the Room, You’re in the Wrong Room» (Если ты самый умный в комнате, значит ты в неправильной комнате) | Arne Feldhusen | Sebastian Colley, Philipp Käßbohrer, Stefan Titze | 31 мая 2019 |
| Ленни пропал без вести, и Мориц пытается связаться с ним после передозировки Герды. Он вербует Дэна, чтобы помочь найти Ленни и находит его, захваченного на ферме Бубы. Спасение не удалось, и все трое заключены в тюрьму Бубой. Когда Буба пытается убить одного из троих, Ленни вытаскивает «Скрытого Освободителя» (самодельный пистолет, напечатанный на 3D принтере) и стреляет, но тот не выстрелил, поэтому отдает его Бубе. Буба берет, а затем убивает себя случайно. Троица решила отложить разногласия и работать вместе над MyDrugs. MyDrugs в светлой сети мгновенно стал хитом, GoodTimes решает отправить таблетки напрямую (и в процессе убивает PurpleRain), Лиза и Мориц мирятся, и Лиза говорит Дэну, что их отношения должны побыть на «паузе». Лиза узнает о потайном бизнесе Морица, Ленни и, недавно присоединившемся, Дэна. | |                |                                                   |             |

## Производство
25 октября 2018 года было объявлено, что Netflix начал разработку первого сезона, состоящего из шести эпизодов. Исполнительными продюсерами сериала являются Филипп Касборер и Маттиас Мурман. Производственная компания — Bildundtonfabrik. 9 июля 2019 года Netflix сообщил о продлении сериала на второй сезон, который будет выпущен в 2020 году.
17 декабря 2018 года в Netflix объявили, что съемки первого сезона завершены.

### Премьера
6 апреля 2019 года были показаны первые две серии на ежегодном Международном Каннском кинофестивале в городе Канн (Франция). 31 мая состоялась премьера всех серий на онлайн сервисе Netflix.

## Условия труда
На ежегодном опросе «Fair Film Award 2019», проводимом Crew United по поводу условий работы на съемочных площадках в Германии, сериал занял последнее место в категории «Сериалы». Были приняты во внимание такие критерии, как «контракт, сборы и платежи», «рабочая атмосфера и связь» и «рабочее время и охрана труда».